# Paul Starosta
Pour les articles homonymes, voir Starosta (homonymie).
Paul Starosta, né en 1947 à Paris, est un photographe animalier français spécialisé dans la macrophotographie.
Il a publié une cinquantaine d'ouvrages thématiques sur la nature dont certains sont traduits en anglais, allemand, néerlandais, espagnol, italien et portugais.

## Biographie
Paul Starosta suit des études de biologie avant de devenir photographe naturaliste avec une prédilection pour la photo en studio. Il publie de nombreux ouvrages de photographie dans plusieurs langues, ainsi que des documentaires à destination de la jeunesse dont il écrit également les textes.
Son premier livre publié en 1982, La Vie fascinante des insectes, avec des textes de Viviane Mermod-Gasser, reçoit le prix Kodak[réf. nécessaire].
En 2002, il publie l'ouvrage Reptiles, sur des textes de Karim Daoue et Teddy Moncuit, qui remporte le prix nature Jacques Lacroix de l'Académie française en 2003.
En 2005, le livre Roses anciennes, accompagné de textes d'Éléonore Cruse, remporte le Prix P.J. Redouté dans la catégorie Photographie.
En 2010, une sélection de ses photographies est publiée dans la collection Photo Poche éditée par Actes Sud.
En 2011, il est invité d'honneur du Festival international de la photo animalière et de nature de Montier-en-Der et participe à l'exposition collective Bestiaire organisée par la fondation Maeght.
En 2012, Paul Starosta illustre de ses photographies l'ouvrage Des femmes et des roses, dans lequel Ann Chapman évoque l'histoire d'une trentaine de femmes mise en parallèle avec les roses baptisées en leur nom, dont Marie Ire d’Écosse et Jeanne d'Arc.
En novembre 2016, il participe au festival « Photo Saint-Germain » se déroulant dans le quartier Saint-Germain-des-Prés à travers une exposition dans la galerie Olivier Castellano consacrée à son ouvrage Graines paru la même année, sur des textes de Michel Butor.
En 2019, il participe avec quatre autres photographes aux « sentiers de la photo » au Haut du Tôt, une exposition en plein air centrée sur la biodiversité.

## Publications

### Beau-livres
- La Vie fascinante des insectes, textes de Viviane Mermod-Gasser, Éditions Mondo, 1982
- Les Secrets de l'orchidée, textes d'Anne-Marie Cellier, J'ai lu, 1989
- À la recherche des fruits oubliés, textes de Christian Catoire et François Villeneuve, Éditions Espace Écrits, 1990
- L'Univers des plantes carnivores, textes de Jean-Jacques Labat, Éditions Du May, 1993
- Cactus, textes de Vincent Cerutti, Éditions du Chêne, 1996
- Bambous, textes de Yves Crouzet, Éditions du Chêne, 1996
- Le Grand livre du miel et des abeilles, textes de Franck Jouve, Éditions Solar, 1997
- Orchidées, textes de Michael Paul, Éditions du Chêne, 1997
- Roses anciennes, textes de Éléonore Cruse, Éditions du Chêne, 1997
- Champignons, textes de Christian Epinat, Éditions du Chêne, 1998
- Les Plantes vivaces, textes de Marion Ferraud, Éditions du Chêne, 1998
- Le Langage d'amour des fleurs, textes d'Anne-Marie Cellier, Éditions Solar, 2000
- Papillons, textes de Jean-pierre Vesco, Éditions du Chêne, 2000
- Roses, textes de Éléonore Cruse, Éditions du Chêne, 2002
- Reptiles, textes de Karim Daoue et Teddy Moncuit, Éditions du Chêne, 2002
- Insectes, textes de Léon Rogez, Éditions du Chêne, 2003
- Le Traité Rustica de l'apiculture, ouvrage dirigé par Henri Clément, photographies de Paul Starosta, Éditions Rustica, Paris, 2004  (ISBN 2-84038-421-3)
- Fabuleux insectes, textes de Léon Rogez et Jean-Pierre Vesco, Éditions du Chêne, 2005
- Amphibiens, textes de Teddy Montcuit, Éditions du Seuil, 2006
- Coquillages, textes de Jacques Senders, Éditions du Seuil, 2007
  - Coquillages, textes de Jacques Senders, Éditions 5 Continents, 2025 (réédition dans un nouveau format)  (ISBN 979-12-5460-078-8)
- Bernard Palissy et ses suiveurs, textes de Christine Viennet, Éditions Faton, 2010  (ISBN 978-2-87844-132-1)
- Paul Starosta, Actes Sud (coll. « Photo Poche » no 129), 2010  (ISBN 978-2-7427-9157-6)
- Des femmes et des roses, textes de Ann Chapman, Éditions de La Martinière, 2012  (ISBN 978-2-7324-4717-9)
- Graines, textes de Michel Butor, Éditions 5 Continents, 2016  (ISBN 978-88-7439-762-4)
  - Graines, textes de Michel Butor, Éditions 5 Continents, 2025 (réédition dans un nouveau format)  (ISBN 979-12-5460-081-8)
- Œufs, textes de Laurent Vallotton, Éditions 5 Continents, 2018  (ISBN 978-88-7439-835-5).

### Documentaires jeunesse
- La Grenouille, Éditions Milan (patte à patte), 1991
- L'Abeille, Éditions Milan (patte à patte), 1991
- L'Escargot, Éditions Milan (patte à patte), 1993
- L'Abeille, Éditions Milan (mini patte), 1999
- L'Escargot, Éditions Milan (mini patte), 2000
- Le Ver à soie, Éditions Milan (patte à patte), 2000
- La Grenouille, Éditions Milan (mini patte), 2001
- Le Moustique, Éditions Milan (patte à patte), 2001
- La Grenouille, Éditions Milan (à 4 pattes), 2003
- L'Abeille, Éditions Milan (à 4 pattes), 2003
- Le Hamster, Éditions Milan (mini patte), 2003
- La Tortue, Éditions Milan (mini patte), 2004
- Le Scorpion, Éditions Milan (patte à patte), 2004
- La Grenouille, Éditions PEMF (Photimages), 2005
- Le Papillon, Éditions PEMF (Photimages), 2005
- Le Lézard, Éditions Milan (mini patte), 2005
- Le Phasme, Éditions Milan (mini patte), 2005
- La Coccinelle, Éditions Milan (à 4 pattes), 2005
- La Mante religieuse, Éditions Milan (mini patte), 2006
- L'Abeille, Éditions Milan (docapattes), 2012
- L'Escargot, Éditions Milan (docapattes), 2012
- La Tortue, Éditions Milan (docapattes), 2012
- Les Animaux du jardin, Éditions Milan (docapattes), 2014.